# Jmudce, Kovel
Jmudce (în ucraineană Жмудче) este un sat în comuna Popovîci din raionul Kovel, regiunea Volînia, Ucraina.

## Demografie
Componența lingvistică a localității Jmudce
     Ucraineană (100%)
Conform recensământului din 2001, toată populația localității Jmudce era vorbitoare de ucraineană (100%).